# Dieter Witting
Dieter Witting (* 1943 in Poznań; † 26. August 2023) war ein deutsch-österreichischer Schauspieler und Hörspielsprecher. Von 1972 bis 2009 war er Ensemblemitglied am Wiener Burgtheater.

## Leben
Dieter Witting erhielt seine Ausbildung am Schauspielseminar in Hamburg. Erste Engagements hatte er am Theater in Bremerhaven und Bremen, später war er in Bern engagiert. Von 1972 bis 2009 war er Ensemblemitglied am Wiener Burgtheater.
Am Theater verkörperte er unter anderem die Titelrollen in Edward II. unter der Regie von Gerhard Klingenberg und Don Karlos in einer Inszenierung von Otto Schenk sowie die Rolle des Christian in Cyrano von Bergerac unter Adolf Rott und den Lodovico in Othello unter George Tabori. Außerdem arbeitete er mit Regisseuren wie Hans Neuenfels, Adolf Dresen, Achim Benning, Michael Kehlmann, Claus Peymann, Martin Kusej und Andrea Breth zusammen. Bei den Sommerspielen Perchtoldsdorf war er von 1978 bis 2001 in verschiedenen Inszenierungen zu erleben, etwa als Karl Moor in Friedrich Schillers "Die Räuber" (1978).
Im Fernsehen war er unter anderem 1985 in der Tatort-Folge Fahrerflucht von Regisseur Gernot Friedel nach einem Drehbuch von Ernst Hinterberger als Herr Laudenbach und 1999 in Der Bulle von Tölz: Tod am Hahnenkamm als Finanzminister Otto Fischlechner zu sehen. 1993 wirkte er in Schindlers Liste von Steven Spielberg mit.
Von 1976 bis 1983 war er mit der Schauspielerin Maresa Hörbiger verheiratet, ihr gemeinsamer Sohn Manuel Witting wurde 1977 geboren. 2009 wurde ihm der Berufstitel Kammerschauspieler verliehen. Witting arbeitete als Synchronsprecher, unter anderem synchronisierte er die Anime-Serien Die singende Familie Trapp und Bob, der Flaschengeist sowie John Schuck in der Sitcom Familie Munster und sprach auch in Niki Lists "Müllers Büro" die Hauptrolle des Privatdetektivs Max Müller. Gemeinsam mit Detlev Eckstein war er auch als Synchronautor tätig.
Er starb im August 2023 im Alter von 79 Jahren kurz vor seinem 80. Geburtstag.

## Filmografie (Auswahl)
- 1963: Hassan Ibn Sabbah (Fernsehfilm)
- 1979: Das Licht der Gerechten (La lumière des justes, Mini-Serie)
- 1979: Wunder einer Nacht (Fernsehfilm)
- 1985: Tatort: Fahrerflucht (Fernsehserie)
- 1986: Das zweite Schraube-Fragment
- 1986: 38 – Auch das war Wien
- 1986: Der Fall Harrer
- 1990: Wilhelm Tell (Fernsehfilm)
- 1991: Othello, der Mohr von Venedig (Fernsehfilm)
- 1993: Schindlers Liste
- 1995: Lieben wie gedruckt (Fernsehserie, zwei Episoden)
- 1999: Der Bulle von Tölz: Tod am Hahnenkamm (Fernsehserie)
- 1999: Medicopter 117 – Jedes Leben zählt – Schulbus in den Tod (Fernsehserie)
- 2002: Kommissar Rex – Bis zur letzten Kugel (Fernsehserie)
- 2004: Meine schöne Tochter (Fernsehfilm)
- 2007: Triangle (Kurzfilm)
- 2008–2012: Tom Turbo (Fernsehserie, zwei Episoden)
- 2009: Annas zweite Chance (Fernsehfilm)
- 2010: Todespolka
- 2011: SOKO Donau – Tod à la carte (Fernsehserie)

## Hörspiele (Auswahl)
- 1967: Dietrich Kayser: glemms. Farce von Dietrich Kayser (charly) – Regie: Günter Bommert (Original-Hörspiel, Kurzhörspiel – RB)
- 1973: Gertrud Fussenegger: Der gelbe Saal – Regie: Ferry Bauer (Hörspiel – ORF)
- 1973: Bernard Costa: Der Abschied der Großherzogin (Junge) – Bearbeitung und Regie: Peter Lotschak (Hörspielbearbeitung – ORF)
- 1974: Karl Wiesinger: Die blauen Menschen (Mori) – Regie: Rudolf Kautek (Originalhörspiel, Science-Fiction-Hörspiel – ORF)
- 1976: Euripides: Helena (Teukros) – Regie: Hans Krendlesberger (Hörspielbearbeitung – ORF)
- 1977: Marcel Pagnol: Cesar – Regie: Ferry Bauer (Hörspielbearbeitung – ORF)
- 1977: Tommaso Campanella: Der Sonnenstaat (Sonnenstädter) – Regie: Hans Krendlesberger (Hörspielbearbeitung – ORF)
- 1977: Jean Marsus: Der Schatten des letzten Tages (Georg Reinthaler) – Regie: Peter Leidenfrost (Originalhörspiel, Science-Fiction-Hörspiel – ORF)
- 1978: Euripides: Orestes (ein Phryger) – Regie: Hans Krendlesberger (Hörspielbearbeitung – ORF)
- 1978: Robert Stauffer: Ein Herr reist Erster Klasse – Regie: Robert Stauffer (Hörspielbearbeitung – ORF)
- 1979: Heinrich von Kleist: Prinz Friedrich von Homburg (Graf Reuss, Rittmeister) – Bearbeitung und Regie: Manfred Wekwerth (Hörspielbearbeitung – ORF)
- 1979: Ingeborg Teuffenbach: Weitergeben – Regie: Ferry Bauer (Originalhörspiel – ORF)
- 1981: Carlo Goldoni: Das Kaffeehaus – Regie: Peter P. Jost (Hörspielbearbeitung – ORF)
- 1982: Jean Marsus: Eine Qualitätsmarke – Regie: Gert Westphal (Hörspiel – ORF)
- 1982: Rudolf Henz: Der Büßer (Wolf) – Regie: Hans Krendlesberger (Hörspielbearbeitung – ORF)
- 1987: Kurt A. Schantl: Hainylon (Reporter) – Regie: Rainer zur Linde (Originalhörspiel – ORF/DRS)

Quellen: ARD-Hörspieldatenbank für die deutsche und OE1-Hörspieldatenbank für die österreichischen Produktionen

## Auszeichnungen
- 2009: Verleihung des Berufstitels Kammerschauspieler[1][2]